# Jacques Gershkovitch
Jacques Gershkovitch (Irkutsk, 1884 - Portland, 1953) fue un director de orquesta y músico ruso, reconocido por haber sido el primer director musical de la Sinfónica Juvenil de Portland (ahora conocida como la Filarmónica Juvenil de Portland), la primera orquesta juvenil de los Estados Unidos con sede en la ciudad de Portland, Oregon. Nacido en el seno de una familia musical en Irkutsk, Gershkovitch fue enviado a San Petersburgo en su adolescencia para estudiar en el Conservatorio Imperial. En 1913 se graduó con honores en flauta y dirección de orquesta y recibió la beca Schubert para adelantar un año de estudios bajo la dirección del reconocido director alemán Arthur Nikisch en Berlín. Gershkovitch regresó a Irkutsk para prestar su servicio militar durante la Primera Guerra Mundial, y para 1916 se había convertido en el jefe de la orquesta sinfónica militar del Ejército Imperial Ruso. Ocupó este cargo a lo largo de la Revolución Rusa y durante algunos años más, ya que a menudo presentaban conciertos en beneficio de los huérfanos y de la Cruz Roja Internacional.
Gershkovitch se casó en Irkutsk en 1918. Allí estableció un conservatorio de bellas artes y una orquesta sinfónica que continuaron bajo el régimen bolchevique. En 1921, él y su esposa cruzaron la frontera en China para escapar de Rusia. La bailarina Anna Pávlova le ofreció a Gershkovitch el puesto de asistente de dirección en su orquesta, que se encontraba de gira por toda Asia. Gershkovitch se quedó en Japón para dirigir la recién creada Orquesta Sinfónica de Tokio. Sin embargo, el gran terremoto de 1923 en Kantō trastornó la organización e hizo que Gershkovitch y su esposa emigraran a los Estados Unidos. La pareja llegó a San Francisco en noviembre de 1923 y se trasladó a Portland en 1924. Allí, Gershovitch empezó a dirigir la Sinfónica Juvenil de Portland. Conocido por su disciplina y su alto nivel de rendimiento, Gershkovitch dirigió la orquesta durante veintinueve años, otorgándole atención nacional y siendo pionero en el movimiento de orquestas juveniles hasta su muerte en 1953. 

## Primeros años y estudios

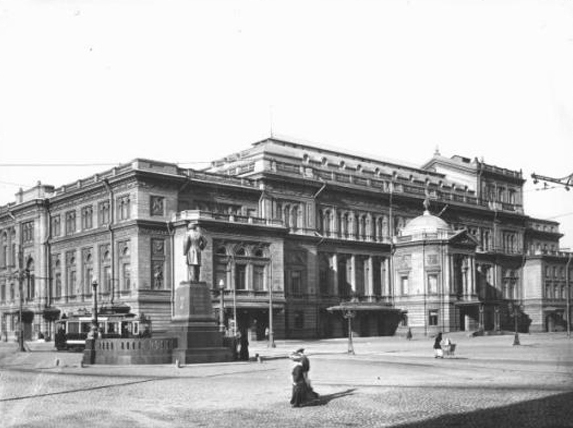
El Conservatorio de San Petersburgo en 1913, año en el que Gershkovitch se graduó de la institución.

Jacques Gershkovitch nació en 1884 en Irkutsk, cerca del lago Baikal en Siberia, Rusia. Nació en el seno de una familia musical. Su padre era un violinista aficionado y su madre era un ama de casa. Tuvieron siete hijos, seis de los cuales se convirtieron en directores de orquesta o cantantes profesionales. La música de cámara era una actividad común en el hogar.
Gershkovitch fue enviado a San Petersburgo a finales de su adolescencia para estudiar música en el Conservatorio Imperial. El viaje de 6.400 kilómetros duró dos semanas a través del recién construido ferrocarril transiberiano, y Gershkovitch llegó con "17 rublos en el bolsillo y su flauta bajo el brazo". Hizo una audición y recibió una beca. Allí aprendió de respetados compositores rusos como Alexander Glazunov, Nikolái Rimski-Kórsakov y Nikolái Cherepnín, y completó sus estudios de ópera y ballet. Para pagar sus propios gastos y ayudar en la manutención de dos de sus hermanos que también estudiaban en el conservatorio, Gershkovitch tocó con bandas y orquestas. Esto retrasó sus estudios universitarios, pero en 1913 se graduó con honores en flauta y dirección de orquesta, y se le otorgó la beca Schubert para un año de estudios bajo la dirección del reputado director alemán Arthur Nikisch en Berlín. Sin embargo, este período se acortó debido al estallido de la Primera Guerra Mundial, y Gershkovitch regresó a Irkutsk para alistarse.

## Carrera

### Inicios
En 1916, Gershkovitch se convirtió en el jefe de la orquesta sinfónica militar del Ejército Imperial Ruso, cargo que ocupó durante la época de la Revolución Rusa. Su tarea en la orquesta del ejército continuó después del conflicto bélico, ya que a menudo se ofrecían conciertos en beneficio de los huérfanos y de la Cruz Roja Internacional, y fue durante este período cuando Gershkovitch conoció a su futura esposa, Lucía. Entonces una ingeniera que trabajaba en un proyecto de construcción cerca de Jabarovsk, Lucía había sido estudiante de piano en el conservatorio imperial durante el mismo período en que Gershkovitch estuvo allí. Los dos se conocieron en 1917, y en 1918 se casaron en Irkutsk. En esa misma ciudad, Gershkovitch fundó un conservatorio de bellas artes y una orquesta sinfónica. El conservatorio tuvo éxito, y para 1920 contaba con más de mil quinientos estudiantes. Tras la toma de la ciudad por los bolcheviques, Gershkovitch dirigió bandas para servicios funerarios bajo el nuevo régimen. Más adelante se le ordenó que visitara la Checa, una organización de inteligencia militar y política, donde se le pidió que produjera una gran ópera y se le proporcionó una colección de instrumentos musicales previamente confiscados por los bolcheviques. El conservatorio, la orquesta y la ópera de Gershkovitch continuaron bajo el régimen bolchevique.

### Salida de Rusia

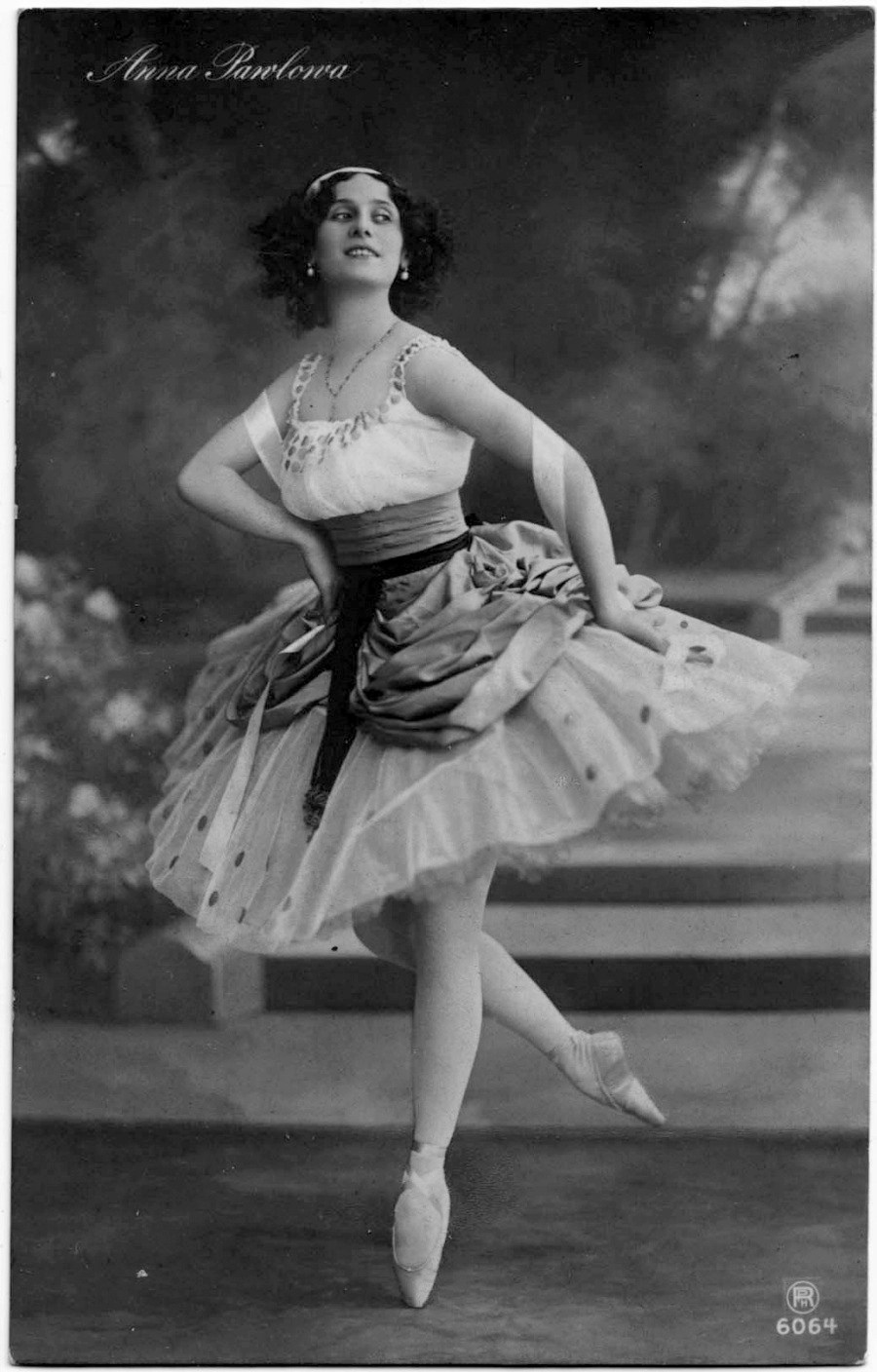
La reconocida bailarina Anna Pavlova (fotografía de 1912) le ofreció a Gershkovitch que fuera el asistente de dirección de su orquesta en Japón.

Cuando las condiciones de vida se deterioraron, Gershkovitch viajó a Vladivostok. Más adelante decidió cruzar la frontera con China y permaneció con Lucía en Harbin durante algún tiempo. Juntos se dirigieron a Tianjin, donde conocieron y se hicieron amigos íntimos del compositor Aaron Avshalomov. Cuando la bailarina Anna Pávlova se enteró de que Gershkovitch había escapado de Rusia, le ofreció un puesto de director asistente con su orquesta, que se encontraba de gira por toda Asia en esos momentos. Después de tres meses de gira, Gershkovitch se estableció en Tokio para dirigir la recién fudnada Orquesta Sinfónica de Tokio bajo el patrocinio del Barón Okura, un noble rico, pariente del Emperador de Japón.
El concierto de estreno de la orquesta tuvo lugar en el auditorio del Hotel Imperial; muchos conciertos siguieron y fueron bien recibidos hasta que el gran terremoto de Kantō de 1923 se encargó de retrasar todos los planes de la orquesta. Gershkovitch y su esposa, invitados en la casa del Barón Okura, soportaron los efectos secundarios del terremoto durante seis días antes de partir hacia Kōbe. Con la ayuda de los estadounidenses, el cónsul noruego, y el apoyo financiero del Barón Okura, la pareja partió hacia San Francisco, llegando en noviembre de 1923. Siguiendo el consejo del director de la Sinfónica de San Francisco, Alfred Hertz, Gershkovitch y su esposa se trasladaron a Portland, Oregón en 1924. Fue allí donde Mary Dodge y dos de sus estudiantes se acercaron a Gershkovitch para dirigir la Sinfónica Juvenil de Portland. Tras aceptar la propuesta, el músico enseñó flauta y dirigió la orquesta estudiantil del Conservatorio Ellison-White, dirigido en ese momento por Jacob Avshalomov, hasta que los deberes de la sinfónica juvenil requirieron su atención completa.

### Filarmónica juvenil de Portland
Bajo el liderazgo de Gershkovitch, la Sinfónica Juvenil de Portland (ahora conocida como la Filarmónica Juvenil de Portland) fue fundada a finales de 1924 como la primera orquesta juvenil en los Estados Unidos. La orquesta se presentó por primera vez el 14 de febrero de 1925 en el auditorio de la Escuela Secundaria Lincoln (que más tarde se convirtió en el Lincoln Hall de la Universidad Estatal de Portland), tocando la popular Sinfonía inacabada de Schubert. Los asistentes al concierto subieron al escenario después del concierto para felicitar a los músicos, a Gershkovitch y a Dodge. Un crítico del Sunday Journal de Oregón escribió al día siguiente que la "audiencia que casi llenó el auditorio hasta el límite de su capacidad, rompió en aplausos". Según Ronald Russell, autor de A New West to Explore (1938), el público "había experimentado una nueva emoción e inmediatamente se convirtió en un fuerte defensor y partidario de la causa de la sinfonía juvenil".
Gershkovitch, conocido por su disciplina y su alto nivel de rendimiento, dirigió la orquesta durante veintinueve años, otorgándole atención nacional y convirtiéndose en pionero en el movimiento de las orquestas juveniles. En la década de 1930, los conciertos de la sinfónica juvetil fueron transmitidos a nivel nacional por la cadena radial CBS. En 1956 y 1958, tanto la NBC como la CBS transmitieron programas de la orquesta en todo Estados Unidos, y tres programas fueron transmitidos en el extranjero desde Voice of America en Washington, D.C. Gershkovitch también fue responsable de fundar una Orquesta Preparatoria (más tarde rebautizada como Orquesta del Conservatorio) debido al aumento de miembros inscritos. Intentó incorporar al menos una composición americana en cada concierto.
El músico tenía una personalidad distintiva y una manera particular de expresarse. Durante veinticinco años, David Campbell sirvió como Maestro de Ceremonias para los Conciertos Infantiles, ya que Gershkovitch "nunca adquirió un dominio del inglés suficiente para el dominio público". La filosofía que Gershkovitch citaba a menudo era que él "no enseñaba música", sino que enseñaba "a los jóvenes a través de la música". Aunque hubo momentos en que deseaba dirigir conjuntos profesionales, la principal preocupación de Gershkovitch era educar a los más jóvenes. Además de la educación musical, subrayó la importancia de la buena conducta, los modales y los "valores en la vida y el arte" para construir el carácter. Después de la muerte de Gershkovitch en 1953, los directores invitados dirigieron la orquesta durante su trigésima temporada - uno de ellos fue Jacob Avshalomov, profesor de la Universidad de Columbia y exalumno de la sinfónica que había coincidido con Gershkovitch mientras estudiaba en el Reed College (1939-1941).

### Obras citadas
- Avshalomov, Jacob (1959). Music Is Where You Make It: A Panoramic View of the Portland Junior Symphony (en inglés). Portland, Oregón: The Portland Junior Symphony Association. LCC ML200.8.P82 J8.
- Russell, Ronald (1938). A New West to Explore (en inglés). Norwood, Massachusetts: Plimpton Press. LCC ML200.8.P82 R9.